# إريك هيرمان
إريك هيرمان (بالألمانية: Erich Herrmann)‏ هو  لاعب كرة يد ألماني، ولد في 31 مايو 1914 في برلين في ألمانيا، وتوفي في 13 أبريل 1989 في هامبورغ في ألمانيا.

## وصلات خارجية
- إريك هيرمان على موقع أوليمبيديا (الإنجليزية)